# Egy szemvillanás alatt
 A részt Jeffery Levy rendezte. 2006. augusztus 29-én mutatták be az amerikai Sci-Fi Channelen.

## Történet
Carter egy különös autóbaleset után nyomoz. Ezalatt Nathan Stark két 5-ös szektorbeli csoportot siettet, hogy minél előbb álljanak elő valamivel.
|  | Alább a cselekmény részletei következnek! |

Teljesítményük növelésére az 5-ös szektor kutatói egy továbbfejlesztett Ritalint vesznek be, így képesek olyan gyorsan mozogni, hogy szemmel nem lehet követni, bár ez egyiküknél tragédiát okozott. Jack Cartert kihívják egy balesethez, ami egy autó és egy "800km/órával száguldó valami" között történt. Mikor megpróbál utánajárni a dolognak, Stark leállítja őt, majd a Global Dynamicshez viszi a bizonyítékot. De Henry és Taggart segítségével rájön az igazságra. Zoe Carternek feltűnik, hogy a suliban a pomponlányok érthetetlenül, összetetten beszélgetnek, valamint, hogy az "okostojások" terrorizálják a sportolókat. Azonban vonzónak találja Dylant (Tom Tames), mert átlagosnak tűnik, nem úgy, mint a többi osztálytársa. Jack figyelmezteti a fiút, hogy tartsa távol magát a lányától és a házától. Tovább kutatva úgy véli, hogy jó nyomon jár, mivel a Global Dynamics étkezdéjében meglátott pár kutatót, akik nagy mennyiségű szénhidráttal rendelkező ételeket fogyasztottak. Elzárta a kutatókat, és várt, míg össze nem omlik az idegrendszerük. Mikor egyiküknél ez be is következik, hajlandó vallomást tenni. Ezt követően Jacket elrabolták (miközben autóját vezette), és egy kietlen helyre vitték. A drogot Dylen, két közismert tudós fia készítette el, hogy lépést tartson a többiekkel. Carter megpróbált megegyezni vele, de a fiatalember elővette pisztolyát és megállásra késztette. Mikor Dylan Jack felé rohant, akkor elővett egy baseball-labdát és fejbe találta.